# Casalserugo
Casalserugo là một đô thị thuộc tỉnh Padova vùng Veneto, tọa lạc khoảng 35 km về phía tây nam của Venezia và cách khoảng 12 km về phía đông nam của Padova. Tại thời điểm ngày 31 tháng 12 năm 2004, đô thị này có dân số 5.525 người và diện tích 15,5 km².
Casalserugo giáp các đô thị: Albignasego, Bovolenta, Cartura, Maserà di Padova, Polverara, Ponte San Nicolò.